# Sithembele Anton Sipuka
Sithembele Anton Sipuka (Idutywa, 27 aprile 1960) è un vescovo cattolico sudafricano, dall'8 febbraio 2008 vescovo di Umtata.

## Biografia
Sithembele Anton Sipuka è nato a Idutywa il 27 aprile 1960.

### Formazione e ministero sacerdotale
Ha frequentato la scuola primaria a Umtata e poi ha conseguito il diploma di maturità a Butterworth. Dopo aver lavorato due anni allo sportello di un ufficio postale, è entrato al seminario maggiore "San Giovanni Maria Vianney" di Pretoria.
Il 17 dicembre 1988 è stato ordinato presbitero per la diocesi di Queenstown. In seguito è stato vicario parrocchiale di Qoqodala e di Lady Frere dal 1989 al 1991 e parroco di Cofimvaba dal 1991 al 1992. Nel 1992 è stato inviato a Roma per studi. Nel 1994 ha conseguito la licenza in teologia sistematica presso la Pontificia università urbaniana. Tornato in patria ha insegnato filosofia della religione e liturgia al seminario maggiore filosofico "San Pietro" di Pretoria e teologia fondamentale e teologia eucaristica al seminario maggiore teologico di "San Giovanni Maria Vianney" di Pretoria dal 1994 al 1995; vice-rettore del Seminario di "San Pietro" e successivamente rettore ad interim del medesimo dal 1996 al 1999 e rettore del seminario maggiore "San Giovanni Maria Vianney" dal 2000 al 2008.

### Ministero episcopale
L'8 febbraio 2008 papa Benedetto XVI lo ha nominato vescovo di Umtata. Ha ricevuto l'ordinazione episcopale il 3 maggio successivo dal vescovo emerito di Umtata Oswald Georg Hirmer, co-consacranti il vescovo di Witbank Paul Mandla Khumalo e quello di Queenstown Herbert Nikolaus Lenhof.
Nell'aprile del 2014 ha compiuto la visita ad limina.
In seno alla Conferenza dei vescovi cattolici dell'Africa meridionale ha ricoperto gli incarichi di secondo vicepresidente dall'ottobre del 2010 al 28 gennaio 2016, vicepresidente della stessa dal 28 gennaio 2016 al febbraio del 2019 e presidente dal febbraio del 2019 al gennaio 2025.
È stato inoltre primo vicepresidente del Simposio delle conferenze episcopali di Africa e Madagascar dal 19 luglio 2019 al 1º agosto 2022.

## Genealogia episcopale e successione apostolica
La genealogia episcopale è:
- Cardinale Scipione Rebiba
- Cardinale Giulio Antonio Santori
- Cardinale Girolamo Bernerio, O.P.
- Arcivescovo Galeazzo Sanvitale
- Cardinale Ludovico Ludovisi
- Cardinale Luigi Caetani
- Cardinale Ulderico Carpegna
- Cardinale Paluzzo Paluzzi Altieri degli Albertoni
- Papa Benedetto XIII
- Papa Benedetto XIV
- Papa Clemente XIII
- Cardinale Marcantonio Colonna
- Cardinale Giacinto Sigismondo Gerdil, B.
- Cardinale Giulio Maria della Somaglia
- Cardinale Carlo Odescalchi, S.I.
- Cardinale Costantino Patrizi Naro
- Cardinale Serafino Vannutelli
- Cardinale Domenico Serafini, Cong.Subl. O.S.B.
- Cardinale Pietro Fumasoni Biondi
- Arcivescovo Martin Lucas, S.V.D.
- Arcivescovo Denis Eugene Hurley, O.M.I.
- Cardinale Wilfrid Fox Napier, O.F.M.
- Vescovo Oswald Georg Hirmer
- Vescovo Sithembele Anton Sipuka

La successione apostolica è:
- Arcivescovo Dabula Anthony Mpako (2011)